# Domus dell'Aquila
La domus dell'Aquila (IV,V,8) è una domus romana che si trovava nella regio IV della città romana di Ostia.

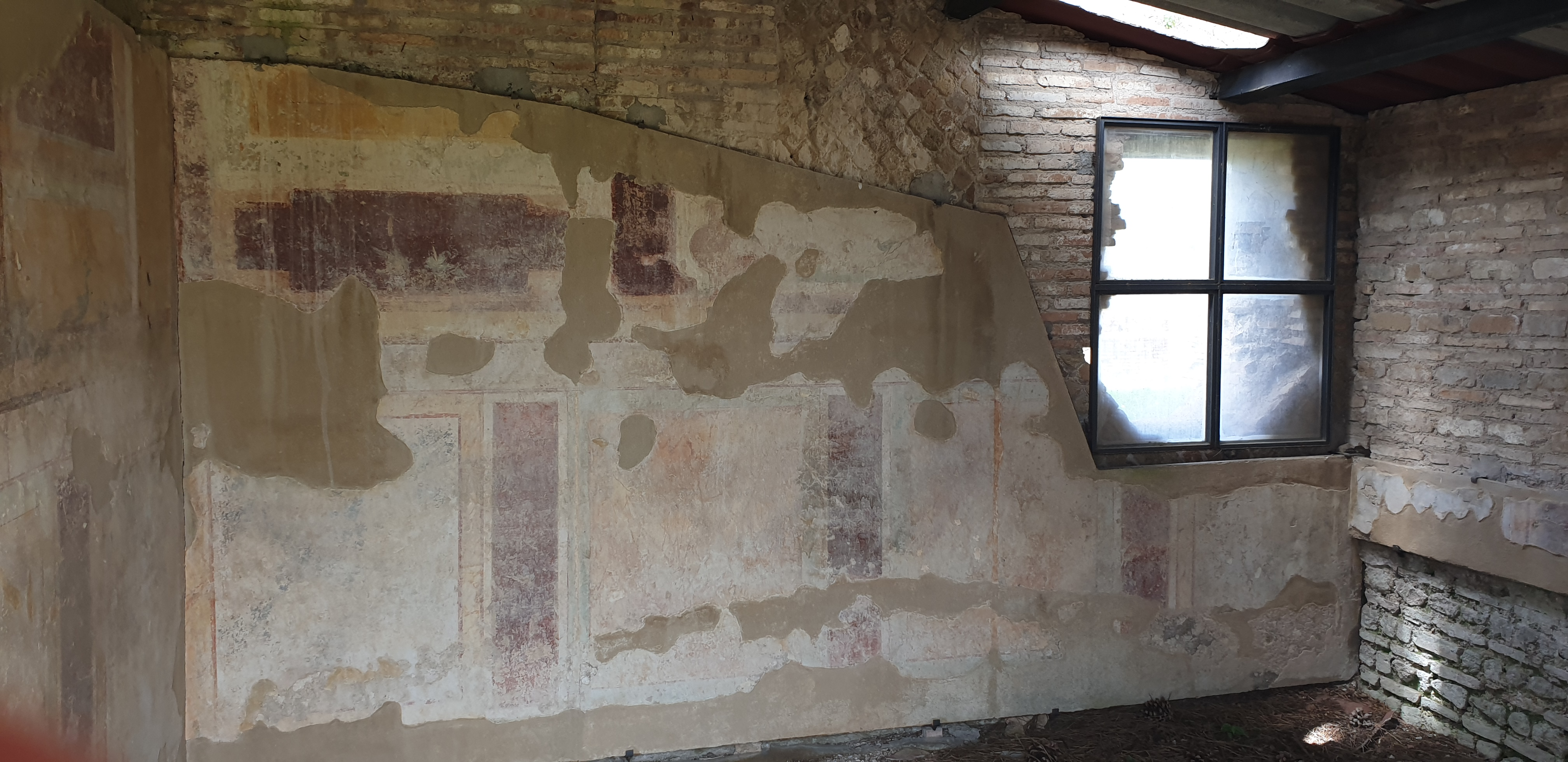
Affresco ad imitazione del marmo

## Descrizione
Questa domus, che prende il nome da un mosaico ritrovato in quello che si crede fosse un cubicolario, con raffigurati animali selvatici che attaccano i cervi e al centro l'aquila , si trova ad ovest rispetto al foro, compresa tra un edificio (IV,V,7) ed il macellum a nord (IV,V,2), un caseggiato (IV,V,3) e il caseggiato del Sacello (IV,V,4) ad est, e gli horrea (IV,V,12) e le terme delle Sei Colonne (IV,V,10-11) ad ovest.
La casa, che si compone di 7 ambienti, si trova nell'angolo nord-occidentale del Cortile di Dioniso, e sulla base delle decorazioni, è datata alla metà del III secolo d.C. . L'ingresso principale conduce dal cortile al corridoio, che è la stanza centrale e organizzativa della domus. A est si trova la sala sul cui pavimento si trova un mosaico bianco e nero con motivi vegetali e una testa di Medusa.
Nel cubicolario si trova un mosaico bianco e nero con vasi negli angoli, vegetazione, animali selvatici che attaccano i cervi, figure nude e al centro l'aquila che ha dato il nome all'edificio. Sulle pareti ci sono affreschi ben conservati. Sulla parte superiore della parete ci sono pannelli rossi, gialli e bianchi separati da colonne dipinte di bianco; su questi pannelli possiamo vedere un pavone, uccelli, un cesto con frutta, arbusti e fiori.
Sul pavimento della stanza accanto, un altro cubicolario, c'è un mosaico geometrico bianco e nero. La parte superiore delle parete ha uno sfondo giallo su cui sono stati dipinti file di cerchi. In ogni cerchio c'è una losanga con i lati curvi e al centro di ogni losanga e tra i cerchi ci sono piccoli cerchi rossi e bianchi con petali e fiori. Sulla parete est c'è un dipinto completamente diverso nel cosiddetto "stile lineare".